# Jurcsik Károly
Jurcsik Károly (Pécs, 1928. január 21. – Győr, 2009. szeptember 22.) Kossuth- és Ybl Miklós-díjas magyar építész.

## Életpályája
Édesapja dr. Jurcsik István (1881–1953) püspöki uradalmi főszámvevő, édesanyja Berecz Mária (1898–1990). Elemi iskoláit a pécsi püspöki gyakorlóiskolába (1934–38), a gimnáziumot a ciszterciek pécsi Nagy Lajos gimnáziumában végezte (1938–46). Eredetileg képzőművész akart lenni, mivel a középiskolában már kiderült, hogy jól tud rajzolni. Véletlenszerűen kezdett épülettervezéssel foglalkozni. Anyja rokona Nendtvich Andor  pécsi építész volt, aki nagy hatással volt rá. Mivel a középiskolában rossz tanuló volt, előbb Pécsett elvégezte a Gábor Jenő festő által szervezett képzőművészeti szabad líceumot.
Érettségi után tehát két évet kihagyott. 1948-ban jelentkezett az BME-re és a képzőművészeti főiskolára is. Mindkét helyre felvették. Végül a Budapesti Műszaki Egyetemet végezte el, 1948 és 1952 között. 1950 és 1952 között az egyetem szabadkézi rajzi és építészettörténeti tanszékén demonstrátor. 1952–56 között a Budapesti Műszaki Egyetem Középület-tervezési tanszékén – Weichinger Károly tanszékvezető egyetemi tanár mellett – tanársegéd, majd adjunktus lett. Első megépült művét – a Keceli strandfürdőt – 1961-ben még itt tervezte. 1964-ben sok éves oktató-nevelő munkájáért Ybl Miklós-díjat is kapott.
1964-ben, az Angliában élő és tervező Goldfinger Ernő jóvoltából, – aki többeket segített angliai munkavállaláshoz – a Londoni Városi Tanács (LCC) hivatalában tervező. Angliából hazatérve kezdett el tervezni a Lakó- és Kommunális Épületeket Tervező Vállalatnál (LAKÓTERV) komolyabb szakmai előélet nélkül. Itt rövid idő alatt önálló munkákhoz jutott, ahol később csoportvezető, majd igazgatóhelyettes-főépítész lett.
1965-től 1979-ig dolgozott a LAKÓTERV-ben. Közben 1966–71 között a Magyar Iparművészeti Főiskolán középület-tervezést tanított. 1968-tól 1986-ig, pedig a MÉSZ Mesteriskola vezető építésze is Ennek az időszaknak legkiemelkedőbb alkotásai: az Orgoványi Kultúrház (Varga Leventével) 1968-ban és a szekszárdi városközpont több ütemben megvalósuló létesítményei. (1967 és 1971 között). Fő tevékenysége ezen időszak alatt a „kispaneles tervcsalád” és a „vázpaneles építési rendszer” kidolgozása volt, amelyek alkalmazásával számos bölcsőde, óvoda, iskola és egyéb kommunális épület épült, nagyrészt a budapesti lakótelepeken.
1979-ben Győrbe költözött és az Északdunántúli Tervező Vállalatban főmunkatársként dolgozott 1985-ig, majd 1986-ban a Győr-Sopron Megyei Tanácsi Tervező Vállalat főépítésze lett 1989-es nyugdíjba vonulásáig. 1991-ben feleségével megalakította a Jurcsik és Jahoda Építészeti és Iparművészeti Kft.-t, amely a mai napig működik. 
„Jurcsik Károly a koncepcionalista, funkcionalista építészet magyarországi nagymestere, építészgenerációk meghatározó építésze. Az angol–skandináv építészeti kultúra és a hatvanas évekbeli téglaépítészet egyik meghonosítója.”
„Nem vagyok teoretikus építész, soha sem voltak olyan elveim, amelyekhez körömszakadtáig ragaszkodtam volna.
Nem hiszek az építészetet megváltó szólamokban és receptekben.
Mesterembernek tartom magam, és a mesterségbeli fogásokat próbálom tanulni közel ötven éve.
Nem erőltetem rá az építészeti elképzelésemet másra, a környezetemre. Mindig az adott szituáció, a megrendelő, az adott pénzügyi lehetőség, vagy akár egy fa határozza meg, hogy abból az épületből mi lesz.”
"81 éves korában lakóhelyén, Győrben meghalt Jurcsik Károly Kossuth- és Ybl-díjas építész, a funkcionalista építészet magyarországi nagymestere, adta hírül az MTI. A kedden, szeptember 22-én elhunyt Jurcsik Károlyt – kívánsága szerint – elhamvasztják és hamvait otthonában fogják őrizni – közölte az MTI-vel Jahoda Maja belsőépítész, Jurcsik Károly özvegye."

## Díjai, elismerései
- MOK (1959)
- Ybl Miklós-díj (1964 és 1971)
- Munka Érdemrend ezüst fokozat (1979)
- Állami Díj (1980) – Magas színvonalú, korszerű eljárásokkal kivitelezhető építészeti alkotásaiért.
- Szófiai Biennále kiállítási díj (1981)
- Címzetes egyetemi tanár (1985)
- Szekszárd város díszpolgára (1986)
- „Tatabányáért” emlékplakett (1987)
- Címzetes főiskolai tanár (1987)
- „Csákvár nagyközségért” emlékérem (1990)
- Magyar Művészetért díj (1992)
- Kossuth-díj (1993)
- Magyar Művészeti Akadémia tagja (1993)
- Győr város díszoklevele (1993)
- Kotsis Iván-érem (1996)
- Pro Pannonhalma emlékérem (1996)
- Csonka Pál-érem (1996)
- Győr Város ezüst emlékérem (1996)
- Egyetemi doktori oklevél (D.L.A) (1997)
- Steindl Imre-díj (2003)

## Művei

### Megvalósult épületei
- 1954. Balatonszéplak, családi üdülő
- 1959. Mezőgazdasági Kiállítás, SZÖVOSZ-pavilon (lebontva)
- 1961. Kecel, uszoda és fürdő [halott link]
- 1964. „Anglia” előre gyártott családi ház (LCC)
- 1967–1971. Szekszárd, I–III. Ütem, vegyes rendeltetésű irodaházak, áruház.
- 1968. Orgovány, művelődési ház (Varga Leventével)  [halott link]
- 1969. Békéscsaba, középmagas lakóház
- 1970. Budapest, Budafoki Áruház
- 1971–1976 Kispaneles tervcsalád iskolák, óvodák és bölcsődék (12 db) Óbudán
- 1972. Budapest, XX., Csarnok téri lakó- és irodaház
- 1974. Szakmár, művelődési ház
- 1977. Budapest, III. Toboz utcai többlakásos lakóház [halott link]
- 1974–1979. Vízpaneles építési rendszer iskolák, óvodák bölcsődék, egyéb kommunális épületek Kispesten, Újpesten, Pestszentlőrincen, Békásmegyeren stb.
- 1975. Pánd, művelődési ház
- 1976. Budapest, Óbuda, Agrober-irodaház
- 1977. Szalkszentmárton, művelődési ház
- 1981. Budapest, XII. Járőr utca 33. családi ház
- 1982. Vérteskozma, 51. sz. lakóház
- 1982. Paneles garzonházak Budapesten Gazdagréten és Győrött
- 1983. Budapest, Gazdagréti lakótelep középmagas paneles nyugdíjházak
- 1983. Győr, Páva utcai paneles családi házak [halott link]
- 1983. Budapest, kísérleti LTP paneles családi ikerház.
- 1983. Pécs, Aradi Vértanúk útja 24. társasház
- 1984. Győr, Szappanos köz, belvárosi lakóház
- 1984. Sopron, Torna utca, Vendéglátóipar Kollégium és oktatási épület
- 1984. Tatabánya, erdei szociális otthon épületei
- 1984. Etyek, paneles ikerház
- 1984. Győr, Mónus Illés utcai paneles lakóházak
- 1985. Budapest, Mogyoródi úti iskola és óvoda.
- 1985. Győr, Pöltenberg utca 5. alatti családi ház
- 1985. Győr, Pöltenberg utca 5. alatti családi ház
- 1985. Győr, Szent Imre úti Egészségügyi Iskola és Kollégium
- 1986. Szany, irodaház-egészségház
- 1986. Celldömölk, 24 lakásos lakóház
- 1987. Győr, Gorkij utca 8. alatti műemléki lakóépület és bank helyreállítása
- 1987. Bokod, 4 lakásos sorház
- 1988. Győr, Batthyány tér 7. sz. alatti társasház
- 1989. Fertőd, mezőgazdasági iskola kollégiuma
- 1990. Győrladamér, 64-es iskola
- 1990. Budapest, XII. Járőr utca 21. alatti családi ház
- 1990. Győr, Újkapu utca 23–25. alatti lakóház, („Az Év Lakóháza”, 1991)
- 1990 Győrújbarát, családi ház
- 1990. Sopron, Panoráma út, Hegyvidék Üdülőközpont épületei
- 1990. Sopron, Győri úti lakóházak (A, B, C)
- 1991. Csorna, kórház szülészeti és sebészet rekonstrukciója
- 1991. Öttövény, temető és ravatalozó
- 1992. Győr, Deák Ferenc Szakközépiskola tornaterme
- 1994. Sopron, Brennbergi úti Erdei Iskola Kollégium és Otthonházak
- 1994. Győr, Schweidel utca 14. alatti lakóház
- 1994. Vérteskozma, Fő utca 50. alatti lakóház terve
- 1995. Pannonhalma, főkönyvtár, Millenniumi kiállító terem és turistakijárat
- 1995. Győr, virágpiac rendezése és új árusítópavilonok
- 1996. Győr, Kossuth utca 63., 65., 67. alatti lakóház és krízisotthon
- 1997. Pannonhalma, északkeleti udvar rehabilitációja.

### Tervek-javaslatok
- 1963. Kecel, üzletház
- 1965. Budapest, Gellérthegyi teraszházak
- 1968. Budapest, Lajos utcai lakó- és irodaház
- 1970. Gyula, termálszálló
- 1970. Budapest, Kapisztrán tér, MTA Pszichológiai Intézete és helyőrségi templom-romkert
- 1970. Budapest, Óbuda MTA Kutatóközpont
- 1971. Budapest, Óbuda, MRTV irodaház
- 1971. OKGT balatoni üdülőszálló
- 1972. Pusztaszabolcs, művelődési ház
- 1975. Budapest, Goldmann tér, BME 3000 adagos menza
- 1978. Budapest, Országos Vezetőképző Intézet
- 1982. Budapest, Gazdagrét, étterem és konyhaüzem
- 1984. Győr, lakótelepi étterem és konyhaüzem
- 1984. Győr, Bajcsy-Zsilinszky utca 18. alatti társasház
- 1985. Zalaegerszeg 24. u. iskola javaslatterve
- 1985. Veszprém-Jutas katonai étterem és konyhaüzem
- 1985. Szombathely, LMS rendszerű sorházak
- 1985. Balatonkenese, paneles sorházak
- 1985. Győr, Újkapu utcai tömbrekonstrukció (lakóház és kiállítási csarnok)
- 1985. Szombathely, RÁBATELEP paneles lakóházak
- 1986. Levél, faluház
- 1987. Győr, Gardénia új üzemcsarnok és szociális épület programterve
- 1987. Fertőd, Mezőgazdasági Szakközépiskola, Kollégium és Kutatóállomás
- 1987. Fertőd, Udvaros ház, Tiszttartói ház, Orangeria Granarium, Gránátos házak felújítási és hasznosítási javaslata
- 1987. Bajna, Metternich-kastély hasznosítása
- 1987. Sopron, Várkerület, Lenk-átjáró rehabilitációs terve
- 1987. Oroszlány, Takács I. úti láncházak
- 1988. Bábolna, Tetra Szálló az M1-es út mentén
- 1988. Majk, Eszterházy-kastély helyreállítási terve
- 1988. Sopron, Bécsi úti lakóházak, I. ütem
- 1988. Pannonhalma, üdülőépület
- 1989. Győr, zsinagóga rehabilitációja, átalakítása
- 1989. Fertőd, A.G. Központi javaslatterve
- 1989. Bábolna, volt Casino helyreállítása és bővítése
- 1989. Hédervár, Termálszálló
- 1989. Győrújbarát, zárda és kápolna javaslatterve
- 1989. Szigliget, Magyar Írók Alkotóháza rehabilitációs átalakítási terv
- 1989. Győr, Kisfaludy utca – Sarló köz tömbrekonstrukció
- 1989. Csorna, belváros, 21 lakásos társasház
- 1989. Győr, Baross utca 12. helyreállítása és átalakítása
- 1989. Győr, Bástya utca 32., 34., alatti lakóház
- 1989–1990 Győr, „Vasudvar tömb” és Árpád utca 45. beépítése
- 1990. Pannonhalma, Millenniumi kápolna helyreállítása
- 1990. Sopron, Erzsébet Központ szálloda és bevásárlóközpont
- 1990. Iskaszentgyörgy, Rákóczi u. 47. alatti lakóház
- 1990. Győr, Baross utca 8. – Sarló köz 3. alatti lakóház helyreállítása
- 1990. Sopron, Várfal utca 5. alatti lakóház
- 1990. Sopron, Színház utca 13/15. alatti lakóház javaslatterve
- 1990. Mosonmagyaróvár, Bástya utcai társasházak
- 1991. Mosonmagyaróvár, Széchenyi palota átalakítási javaslata
- 1993. Győr, Nép utcai szociális napközi otthon
- 1993. Fertőd, Mezőgazdasági Iskola tornaterme
- 1993. Győr, városháza pincesöröző javaslatterve
- 1994. Győr, Babits utcai tévéstúdió javaslatterve
- 1994. Győr, Pataház utcai lakóház
- 1995. Kapuvár római katolikus iskola tornacsarnok
- 1995. Pannonhalma, turistaközpont, sportcsarnok, kápolna stb.
- 1996. Vének, Rákóczi utcai lakóház
- 1996. Győr, Zöld utcai többszintes lakóépületek javaslatterve
- 1996. Vérteskozma, 59. sz. lakóház

### Városendezési tervek
- 1972–1986. Vérteskozma rendezési terve
- 1980. Budapest, Gazdagréti lakótelep rendezési és beépítési terve
- 1984. Mosonmagyaróvár termálvíz-hasznosítási terület rendezési és beépítési terve
- 1985. Budapest, III. Zay utcai lakótelep beépítési terve
- 1986. Bábolna közösségközpont rendezése
- 1987. Körmend, Krausz réti lakótelep beépítése
- 1987. Ács, községközpont rendezése
- 1988. Sopron, Várkerület gyalogosövezet kialakítása
- 1988. Sopron, északi-belváros rendezési és beépítési terve
- 1988. Öttövény, ÖRT módosítása
- 1988. Pannonhalma, kereskedelmi központ rendezési javaslat
- 1989. Bokod, ÖRT felülvizsgálata és módosítása
- 1993. Nyúl, községközpont rendezési terve
- 1995. Pannonhalma, várkerület rendezése
- 1995. Győr, Víziváros rendezése

### Díjazott pályaművei
- 1953. Budapesti, Műterem új épülete – Tanszéki Tp. I. díj
- 1954. 8 tantermes iskola típusterve – II. díj
- 1955. Falusi bölcsőde típusterve – II. díj
- 1955. Fővárosi családi házak ajánlott tervei, „A” kategória – I. díj, „B” kategória – I. díj
- 1957. Budapest, Vigadó Koncertház – Tanszéki Tp. I. díj
- 1957. Nagybátony, városközpont rendezése – II. díj
- 1959. Budapest, Calvin tér rendezése – I. díj
- 1960. Falusi gyógyszertárak – I. díj
- 1961. Típus filmszínház – I. díj
- 1962. Szófia, főpályaudvar – Tanszéki Tp. IV. díj
- 1962. Típus üzletházak, „A” kategória – I. díj, „B” kategória I. díj
- 1965. Budapest, Sportkórház – I. díj
- 1966. Balatonföldvár, Casino – I. díj
- 1967. Fejleszthető művelődési házak – I. díj
- 1976. Iparosított szerkezetű tornatermek – III. díj
- 1976. Lakótelepi uszodák – III. díj
- 1979. Zeneiskolák – II. díj
- 1980. Csoportos üdülőházak – I. díj
- 1983. Sopron Lővérek, Postás üdülőszálló – I. díj
- 1983. Győr, Újváros rehabilitációs rendezési terve – I. díj
- 1983. Sárvár, Vadkert rendezése – IV. díj
- 1984. Mátraterenye, községközpont – I. díj
- 1986. Szombathely, városközpont SZOT irodaház, lakóház – II. díj
- 1987. Győr-Sopron-Moson megyei családi házak ajánlott tervei – I. díj
- 1989. Pápa, Szociális Otthon – I. díj
- 1989. Dunakanyar, zártkerti és üdülőépületek – I. díj
- 1990. Győr, Apor Vilmos iskola – megosztott I. díj
- 1993. Pápa, Vadkert eü. iskola és tornacsarnok – III. díj
- 1993. Győr, OTP Megyei Székháza – II. díj
- 1993. Csopak, bevásárlóközpont – III. díj
- 1997. Győr, Kereskedelmi és Iparkamara új megyei székháza – II. díj